# المحسنة
محسنة أو باك ويران كما تعرف محليّاً، قرية سوريّة تتبع إداريّاً لمحافظة حلب منطقة منبج ناحية مركز منبج، بلغ تعداد سكانها 753 نسمة حسب التعداد السكاني لعام 2004.